# Unreal Tournament 3
Unreal Tournament 3 (Unreal Tournament 2007) — відеогра жанру багатокористувацького шутера від першої особи, остання в серії Unreal. Гра вийшла для Microsoft Windows 19 листопада 2007 року, для PlayStation 3 — 11 грудня 2007 року, і для Xbox 360 — 3 липня 2008 року. Версії для Linux і Mac OS X були заплановані, проте не виходили.
Unreal Tournament 3 відрізняється від попередників наявністю повноцінного сюжету в однокористувацькому режимі і низкою нововведень ігрового процесу.

## Ігровий процес

### Нововведення
Гра орієнтована перш за все на багатокористувацькі змагання, але вперше в серії Unreal має повноцінний сюжет однокористувацького режиму, не зосереджений на гладіаторських турнірах майбутнього. Було повернено зброю і режими з попередніх ігор. Техніка отримала поділ за виробником: корпорації Axon і Некрисів. Традиційно для серії в багатокористувацькому режимі доступні офіційні модифікації ігрового процесу — мутатори.

### Режими гри
- Deathmatch — кожен боєць повинен вбити якомога більше інших бійців, поки не вийшов відведений час, або не досягнуто межі вбивств (фрагів).
- Team Deathmatch — всі бійці діляться на дві команди, які змагаються у вбивстві противників.
- Захоплення прапора (англ. Capture the Flag) — кожна команда повинна захопити на ворожій базі прапор і донести його до своєї.
- Захоплення прапора з технікою (англ. Vehicle Capture the Flag) — захоплення прапора з використанням техніки. Бійцеві доступна Літаюча дошка (англ. Hoverboard).
- Дуель (англ. Duel) — група бійців бере участь в змаганні, борючись один на один. Переможець переходить до наступної дуелі, а переможений залишається як спостерігач.
- Війна (англ. Warfare) — заміна режиму Наступ (англ. Onslaught) з попередньої гри. бійці діляться на червону і синю команди, кожна з яких володіє одним Ядром. У кожного з ядер є 100 одиниць міцності, якщо вона впаде до нуля — команда програє. Напасти на ядро можна лише утримуючи всі основні контрольні точки на карті. У кожної команди є Енергосфера, яка з'являється на базах і територіях поблизу. Якщо забігти в контрольну точку разом з Енергосферою, точка одразу перейде під контроль команди та стане тимчасово невразливою. Впущена сфера з часом повертається на базу. Іншим способом захопити контроль є розстріляти точку, зробивши цим її нейтральною, а потім відремонтувати Ланковою гарматою. Якщо гра затягується, Ядра починають втрачати міцність.
- Жадоба (англ. Greed) — режим, доданий в The Titan Pack. бійці збирають черепи, які залишаються після смерті противників, і складають їх на платформі всередині бази противника. За кожний доставлений череп нараховуються очки, після чого боєць миттєво телепортується назад на свою базу. Є три види черепів: срібний дає 1 очко, золотий — 5 очок, а червоний — 20 очок. При цьому кожні 5 срібних черепів складаються в 1 золотий череп, а кожні 20 — в червоний. Той, хто збирає 10, отримує посилення завдаваних ушкоджень. Після загибелі бійця на тому місці лишаються всі зібрані ним черепи. Жадоба грається на всіх картах для Захоплення прапора, включаючи Захоплення прапора з технікою.
- Зрада (англ. Betrayal) — режим, доданий в The Titan Pack. Гра подібна на Deathmatch з Instagib-гвинтівками, але у визначений час бійці об'єднуються в команду, щоб убити якомога більше інших бійців (може бути кілька команд одночасно). Фраги, набрані цими бійцями, сумуються в «банк» і той, хто зрадить напарника, вбивши його першим, отримує весь «банк» на свій рахунок. З часом кількість фрагів у «банку» таким чином зростає, збільшуючи шанси на виграш. Instagib-гвинтівка має два режими стрільби: основний вогонь дозволяє вбивати бійців червоним променем, альтернативний вогонь вбиває лише напарника синім променем.

### Оснащення бійців

#### Зброя
- Відбійний молоток (англ. Impact Hammer) — зброя ближнього бою, в основному режимі вдаряє бойком. В альтернативному режимі вибиває з противника всі бонуси, які той має.
- Інфорсер (англ. Enforcer) — в основному режимі стріляє одиночними пострілами. В альтернативному режимі вистрілює відразу по три кулі, але з меншою точністю. Можна підібрати два Інфорсера і стріляти з двох рук.
- Біо-гармата (англ. Bio Rifle) — вистріляє згустки отруйної липкої рідини. Може бути накачана для пострілу більшим і небезпечнішим згустком.
- Шокова гвинтівка (англ. Shock Rifle) — стріляє на далекі відстані променем. В альтернативному режимі випускає сферу плазми, яка повільно летить до цілі. При пострілі променем в сферу відбудеться потужний вибух.
- Ланкова гармата (англ. Link Gun) — в основному режимі випускає швидкісні снаряди. Альтернативний режим — потужний, але коротокий промінь. Ним також можна ремонтувати контрольні точки і техніку. Кілька бійців з Ланковими гарматами можуть підсилювати один одного.
- Стінгер (англ. Stinger Minigun) — скорострільний кулемет. В альтернативному режимі завдає більших ушкоджень і може притиснути ворога до стіни, але стріляє повільніше. Також в альтернативному режимі виникає сильна віддача, що, однак, видно тільки іншим бійцям.
- Осколкова гармата (англ. Flak Cannon) — вистрілює шрапнель, завдаючи великих ушкоджень. В альтернативному режимі викидає зі стволу невеликий заряд, що розривається після приземлення на дрібні осколки.
- Ракетомет (англ. Rocket Launcher) — стріляє ракетами великого радіусу ураження. Альтернативний режим дозволяє випустити відразу три ракети, що розлітаються в різні боки. Якщо під час альтернативного режиму натиснути ліву клавішу миші, ракети закрутяться в польоті спіраллю. Якщо ж натиснути два рази ЛКМ, замість ракет вилетять гранати, які стрибають по підлозі, а потім вибухають. Коли довго тримати в прицілі одну ціль, активується самонаведення.
- Снайперська гвинтівка (англ. Sniper Rifle) — стріляє із затримкою кулею, яка залишає за собою червоний слід. В альтернативному режимі активовується приціл.
- AVRiL — основна атака випускає швидкісну ракету, яка може слідувати за прицілом. В альтернативному режимі активовується точніший лазерний цілевказівник, на який орієнтуються і ракети AVRiL-а, і міни-павуки.
- Спокутувач (англ. Redeemer) — стріляє ядерною ракетою, що вбиває всіх в широкому радіусі ураження. В альтернативному режимі боєць може керувати ракетою протягом кількох секунд, поки вона не самознищиться. При цьому боєць стоїть на місці і його погляд слідує за ракетою.

Турелі:
- Ракетна турель (англ. Rocket Turret) — стріляє потужними ракетами по 4 штуки.
- Шокова турель (англ. Shock Turrets) — стріляє сферами, подібно до альтернативного режиму Шокової рушниці, які потужно вибухають.
- Енергетична турель (англ. Energy Turret) — стріляє руйнівними променями по черзі з кожного ствола. Ефективна перш за все проти авіації.
- Стінгер-турель (англ. Stinger Turret) — присутня в грі починаючи з версії 2.1. Стріляє шматками речовини Таридію, які летять строго по прямій.
- Викорінювач (англ. Eradicator) — потужна турель, аналогічна зброї техніки SPMA. Додано в The Titan Pack.

#### Спеціальні пристрої
Доступні від початку:
- Транслокатор (англ. Translocator) — персональний телепорт, який складається з дисків-приймачів і їх пускача. боєць спочатку вистрілює диск, а потім телепортується до місця його розташування. Приймач може бути пошкоджений противником, тоді боєць при спробі телепортації загине, а противнику зарахується фраг. Телепортуватися з прапором неможливо — перенесеться тільки сам боєць.
- Літаюча дошка (англ. Hoverboard) — пристрої, на яких бійці значно швидше пересуваються, а також можуть хапатися за будь-яку техніку, в тому числі літаючу. Боєць на дошці може переносити захоплений прапор, але падає з неї від навіть слабкого влучання і не може стріляти. Дошку можна використовувати і для стрибків через перешкоди, але над водою її швидкість падає.

Пристрої, які можуть бути знайдені на картах:
- Електромагнітна міна (англ. EMP) — багаторазово тимчасово виводить з ладу техніку. Активована міна знаходиться на полі бою одну хвилину.
- Генератор щита (англ. Shield Generator) — створює велику захисну сферу, яка зупиняє всі види снарядів, але пропускає піхоту і техніку.
- Пастка мін-павуків (англ. Spidermine Trap) — при наближенні противника випускає міни-павуки. За допомогою вказівного променя AVRiL-а можна вказати мінам конкретну ціль. У пастці всього є 15 мін, вона зникає, коли закінчаться міни, або по закінченні 150-ти секунд.
- Стазисне поле (англ. Stasis Field) — створює поле у формі куба, яке сповільнює все, що в нього потрапляє. Постріли Стінгера, Снайперської гвинтівки, Інфорсера і Шокової рушниці, швидкість польоту яких технічно миттєва, не можуть проходити крізь куб з міркувань балансу.
- Кумулятивний заряд (англ. Shaped-Charge) — невеликий переносний вибуховий пакет, призначений для знищення перешкод, ключових точок чи техніки. Поки боєць несе заряд, він не може користуватися зброєю та іншими пристроями.
- Рентгенівське поле (англ. X-Ray Field) — всі бійці всередині розгорнутого поля виглядають як скелети, а також отримують ушкодження. Додано в The Titan Pack.
- Ланковий генератор (англ. Link Generator) — при розгортанні, утворює ремонтну станцію, яка автоматично ремонтує техніку і силові вузли Ланковими гарматами. Додано в The Titan Pack.

### Техніка
- Хижак (англ. Raptor) — швидкісний, але не маневрений літаючий транспорт. Має здвоєну плазмову гармату і самонавідні ракети. Ракети наводяться на повітряні цілі і техніку на повітряній подушці.
- Скорпіон (англ. Scorpion) — багі, що стріляє розривними бомбами, які причіплюються до літаючої техніки і техніки на повітряній подушці. В альтернативному режимі на бампері розгортаються два леза, якими можна вбивати піхоту, але вони ламаються при зіткненні з іншою технікою і об'єктами оточення. Скорпіон може прискорюватися, стаючи на цей час некерованим. Також протягом цього часу можна запустити систему самознищення, яка катапультує водія і таранить баггі в ціль.
- Манта (англ. Manta) — швидкий транспорт на повітряній подушці. Має спарену плазмову гармату.
- Дебошир (англ. Hellbender) — броньований джип, де водій контролює Шокову турель, розташовану спереду автомобіля. Основний режим запускає в повітря Шокові сфери, альтернативний режим стріляє променем, яким можна детонувати Сфери, запускаючи їх ланцюгову реакцію, а також вражати інші цілі. Друга людина контролює Енергетичну турель, що знаходиться ззаду. В основному служить для ураження повітряних цілей і піхоти. Альтернативний режим дозволяє бачити ціль здалеку.
- Голіаф (англ. Goliath) — танк, в якому перша людина управляє самим танком і стріляє з його основної гармати, а друга — веде вогонь з кулемета.
- Левіафан (англ. Leviathan) — шестиколісна платформа, в основному режимі стріляє основною гарматою, але може закріплюватися на землі і стріляти в такому положенні з потужної іонної гармати. На борту присутні 4 додаткові турелі різних видів.
- SPMA (Hellfire SPMA) — артилерія, яка має турель, подібну на таку в Дебошира, і гармату, доступну, коли техніка укріплюється на землі опорами. Може посилати камеру, за допомогою якої наводитися на віддалені цілі.
- Цикада (англ. Cicada) — літак-штурмовик. Перший боєць управляє батареєю некерованих ракет. Є можливість захопити певну точку, зарядити до 16-ти ракет, а потім вистрілити їх всі одним залпом. Другий боєць управляє лазерною гарматою, а також може вистрілювати обманки для ракет AVRiL-а.
- Паладин (англ. Paladin) — стріляє плазмовою сферою, в альтернативному режимі утворює енергетичний щит, який захищає машину і все, що знаходиться поблизу. Якщо вистрілити сферою при активному щиті, навколо Паладина пошириться вибухова хвиля.
- Стелс-бендер (англ. StealthBender) — автомобіль підтримки, озброєний мінами-павуками і електромагнітними мінами. Має Генератори рентгенівського поля і Ланкову гармату, призначену для ремонту іншої техніки. Додано в The Titan Pack.
- Падальник (англ. Scavenger) — легка машина підтримки Некрисів, яка переміщається на трьох щупальцях, і може перестрибувати через перешкоди. Також може втягнути щупальця в себе і котитися з великою швидкістю в одному напрямі, розрізаючи ворогів щупальцями. Навколо Падальника літає невелика сфера, яку можна послати атакувати противника чи ремонтувати союзну техніку та ключові точки.
- Гадюка (англ. Viper) — швидкий літаючий байк Некрисів. Має на борту здвоєну плазмову гармату, снаряди якої рикошетять від перешкод. Має режим самознищення, в якому Гадюка вибухає, завдаючи значної шкоди всьому навколо.
- Немезида (англ. Nemesis) — мобільна турель Некрисів, що несе на собі здвоєну плазмідну гармату. У звичайному режимі володіє середньою швидкістю і завдає середніх ушкоджень. У швидкісному режимі машина присідає і може стріляти тільки під час руху.
- Беладонна (англ. Nightshade) — транспорт підтримки Некрисів, при пересуванні практично невидимий. Також може вийти з невидимості в будь-який момент, при цьому швидкість пересування збільшується. Стріляє фотонним променем, який завдає ушкоджень ворогам і лікує дружню техніку та ключові точки. Під час роботи променя і ворожому обстрілі проявляється контур машини. На борту має пастку з мінами-павуками, куб уповільнення, електромагнітні-міни і генератор щита.
- Фурія (англ. Fury) — літак Некрисів, що стріляє плазмовими променями зі своїх щупалець. При цьому промені автоматично наводяться на ворогів. Промені мають обмежену дальність дії, а зброя якийсь час повинна перезараяджатися
- Темнохід (англ. DarkWalker) — крокуюча машина Некрисів на трьох щупальцях. Перший боєць управляє Темноходом і стріляє з потужної гармати, яка працює близько секунди, а потім перезаряджається. Може випускати хвилю, що збиває всіх супротивників навколо, включаючи водіїв легкої техніки. Другий боєць стріляє скорострільною здвоєною плазмовою гарматою. Темнохід може присідати, щоб пролазити в невеликі проходи або ховатися.

### Бонуси
- Бронежилет (англ. Armor Vest) — захищає від влучань в груди. Додає 50 одиниць до загальної броні. Поглинає 75 % ушкоджень.
- Шолом (англ. Helmet) — захищає голову від одного пострілу зі снайперської гвинтівки. Додає 20 одиниць до броні. Поглинає 50 % ушкоджень.
- Стегнові накладки (англ. Thigh Pads) — додають 30 одиниць до броні. Поглинають 50 % ушкоджень.
- Щитовий пояс (англ. Shield Belt) — додає 100 одиниць броні, створюючи силовий щит. Ворожі атаки витрачаються перш за все саме на щит. Силове поле пояса не дозволяє бійцеві впасти з Літаючої дошки. Поновлюється кожні 55 секунд.
- Медкомплект (англ. Health Pack) — поповнює здоров'я на 25 одиниць, але не може підняти його вище 100 одиниць. Поновлюється через 27 секунд.
- Лікувальна ампула (англ. Health Vial) — додають 5 одиниць здоров'я. Загалом поповнюють 199 одиниць. Поновлюється через 27 секунд.
- Велике барильце здоров'я (англ. Big Keg O' Health) — збільшує максимальний поріг здоров'я до 199. Саме барильце додає 100 одиниць. Поновлюється через 55 секунд.
- Берсерк (англ. Berserk) — збільшує швидкість стрільби з будь-якої зброї вдвічі. Діє 30 секунд, поновлюється кожні 82 секунди.
- Підсилювач ушкоджень (англ. Damage Amplifier) — дозволяє завдавати будь-якою зброєю подвійних ушкоджень. Діє 30 секунд, поновлюється 82.
- Невразливість (англ. Invulnerability) — робить бійця невразливим на 30 секунд, поновлюється — 82.
- Невидимість (англ. Invisibility) — робить бійця майже непомітним, лишаючи розмитий силует. Діє 30 секунд, поновлюється — 82.
- Стрибкові черевики (англ. Jump Boots) — одна пара дозволяє зробити три високих стрибка. Поновлюється кожні 27 секунд.
- Поле сповільнення (англ. Slow-Field) — бонус, доданий в The Titan Pack. Створює сферу навколо бійця, в якій все, крім самого бійця та союзників сповільнюється[5].

## Сюжет
У 2307 році, через кілька років після Unreal Tournament 2004, на колонію людей Подвійні Душі здійснила напад організація Некриси з армією іншопланетян Краллів. На захист населення стала група бійців «Роніни». Її лідер Джеймс «Жнець» Хокінс (англ. James "Reaper" Hawkins) з Отелло (англ. Othello) і Сарою «Джестер» Хокінс (англ. Sarah "Jester" Hawkins, сестрою Женця) зайняли оборону. Однак в ході раптової атаки, якою керувала досі невідома жінка, операція зірвалася.
Жнець, врятувавши Отелло і Джестер, згодом отямлюється на базі найманців корпорації Izanagi, що борються проти Некрисів і корпорації Axon. Джестер розповідає, що тепер «Роніни» працюватимуть на Izanagi за надану допомогу і перевіряє безпечним боєм один на один чи Жнець повністю вилікувався від ран.
Жнець навідується до лідера найманців Малькольма (англ. Malcolm), колишнього чемпіона гладіаторських боїв. Малькольм назначає Женця головним у команді, яка повинна серією точкових ударів подолати Axon. Згодом Жнець дізнається хто керував вторгненням на Подвійні Душі — Верховний інквізитор Акаша (англ. Akasha).
Некриси починають вторгнення і на інші планети, включаючи ту, де перебувають «Роніни». Жнець, його товариші і Малькольм переживають атаку і вирушають боротися із загарбниками.
Попри успішні бої, Жнець дорікає Малькольму, що війна з Некрисами не завершена, поки жива Акаша. Перебуваючи на космічній станції, він викрадає корабель, на якому разом з Отелло і Джестер відлітає на рідну планету Некрисів.
Врешті Жнець знаходить Акашу та здійснює помсту, вбивши її. За мить він усвідомлює, що решта «Ронінів» тим часом потрапили в пастку. Джестер помирає в нього на руках, а Женця оточують солдати Некрисів. Той заряджає ракетомет і кидається в завідомо програшний бій.